# Apparat (muzician)
Apparat este numele scenic al muzicianului german de muzică electronică, Sascha Ring, stabilit în  Berlin și fost co-proprietar al casei de discuri Shitkatapult. Compune mai întâi piese techno, orientate catre ringul de dans, mai târziu  începe să creeze muzică  ambientală si, ceva mai recent,  a devenit "mult mai interesat în proiectarea sunetelor decât a beat-urilor".
În 2004, a apărut la radio sesiunea-ul lui John Peel. Piesele din acest radio session au fost înregistrate și remasterizate în studio și lansate ca un tribut pe EP-ul Silizium, în 2005.
A colaborat cu Ellen Allien  în anul 2003, la albumul Berlinette, și din nou în 2006, la albumul Orchestra of Bubbles.
În 2007,  și-a format propria trupă pentru a interpreta live album Walls. Raz Ohara i sa alăturat, cântând la pianul de pe scenă iar Jörg Waehner la tobe. Paralel cu  aceste spectacole live,  el a continuat să-si interpreteze seturile sale live, în turneu cu Transforma Visuals.
În mai 2009, în colaborare cu Modeselektor lansează albumul ce poartă și numele priectului, Moderat, pe label-ul BPitch Control. Ei au colaborat anterior la EP-ul numit Auf Kosten Der Gesundheit, ce a fost lansat într-un număr limitat, pe vinil de 12 ", în 2002.
În aprilie 2009, a obținut Premiul Dancefloor Qwartz (Premiu in Muzica Electronică).
Single-ul lui Apparat ”Holdon" apare în trailer-ul filmului Teton Gravity Research, Light The Wick, din2010.
În 2011, semnează cu label-ul britanic Mute Records, unde își va lansa noul său album, în luna septembrie, The Devil's Walk, numit după un poem politic scris de poetul englez Percy Bysshe Shelley.

## Discografie

### Albume
- Multifunktionsebene (Shitkatapult, 2001)
- Duplex (Shitkatapult, 2003)
- Orchestra of Bubbles (BPitch Control, 2006) cu Ellen Allien
- Walls (Shitkatapult, 2007)
- Things to Be Frickled: Parts & Remixes (Shitkatapult, 2008)
- Moderat (BPitch Control, 2009) cu Modeselektor (aka Moderat)
- DJ-Kicks (!K7 Records, 2010)
- The Devil's Walk (Mute Records, 27 septembrie 2011[5])

### Single-uri și EP-uri
- Algorythm (2001)
- Tttrial and Eror (Shitkatapult, 2002)
- Auf Kosten Der Gesundheit (BPitch Control, 2003) cu Modeselektor (aka Moderat)
- Koax (2003)
- Can't Computerize It (2004)
- Duplex.Remixes (Shitkatapult, 2004)
- Shapemodes (2004)
- Silizium (Shitkatapult, 2005)
- Impulsive! Revolutionary Jazz Reworked (Impulse! Records, 2005)
- Berlin, Montreal, Tel Aviv (Shitkatapult, 2006)
- Holdon (Shitkatapult, 2007)
- Sayulita (DJ-Kicks) (!K7, 2010)